# Liuva I
Liuva I (en gótico: Liuba; m. 572) fue rey de los visigodos (568-572), como sucesor de Atanagildo.

## Familia
Hijo de Liuverico, conde en 523 y 526. Consideraba que su hermano Leovigildo era la persona más adecuada para reinar, comparte con él el trono  trasladándose a Septimania para evitar el avance de los francos.

## Elección
Tras un periodo de discusión de la nobleza, probablemente ya el mismo año del fallecimiento de Atanagildo (568) fue proclamado rey Liuva, que seguramente era el duque (dux) de la Galia Narbonense.

## Los francos
La mala situación del reino visigodo debió ser aprovechada por los francos, cuyos reyes Sigeberto I y Gontrán I se acercaron a Arlés probablemente 569. Gontrán sitió la plaza y tras una batalla victoriosa la tomó.

## Regreso a Septimania
Liuva I asoció al trono a su hermano Leovigildo. Parece ser que entonces Liuva decidió controlar personalmente la frontera de Septimania, con el fin de evitar nuevas pérdidas, y se reservó esta provincia para sí. Tal vez también la parte de la Tarraconense bajo dominio visigodo, confiando el gobierno de las otras provincias (parte de la Cartaginense, Lusitania y parte de la Bética) a su hermano Leovigildo, probablemente en 569, poco después de los sucesos de Arlés.
Con esta decisión por parte Liuva, se rompió la tendencia de los anteriores reyes godos, que nada más llegar al poder siempre intentaban afianzarse en él. Su misión en el norte del reino fue la de detener las incursiones francas, que con la presencia de Liuva en la zona no organizaron más intentos de conquista sobre la Septimania, quedando Leovigildo pendiente de los bizantinos que tenían posesiones en el sur y el levante de Hispania y amenazaban con intentar conquistar nuevos territorios. Liuva, con su decisión de dividir el poder, sentó las bases para una recuperación económica del reino godo, además de preparar a Leovigildo para su futuro reinado en solitario.
Liuva murió probablemente en 572 y su hermano Leovigildo quedó como único rey.